# 1月0日
1月0日は、天体暦などにおいて、1月1日の一つ前に来る日付を指す。

## 概要
天文学で元期として使われる日付で、実質は前年の12月31日を意味する。1900年1月0日は1899年12月31日である。
起点が「0」であると元期として好都合だが、算術上の日数計算が1日ずれる。西暦1年の前年を、紀元前1年と西暦0年の何れと扱うかにより、紀元前の年数が1年だけずれることと同様である。その他多くの換算などで、しばしば便宜的に使われる日でもある。
「1900年1月0日」の表現は、西暦1900年を元期とする暦表時を作成した際に用いられた。サイモン・ニューカムの Tables of the Sun でも用いられた。
1900年1月0日12時（世界時）すなわち1899年12月31日12時（世界時）は、ユリウス日の変種である Dublin Julian Date (DJD) の起点日（元期）でもある。
Microsoft Excelの1900年日付様式は、1900年1月0日をJanuary 0, 1900と表示したが、Lotus 1-2-3とバグ互換のための調整に由来する。